# Carl Macek
Carl F. Macek (21 de setembre de 1951-17 d'abril de 2010) va ser un guionista, director i productor televisiu estatunidenc que va realitzar nombroses adaptacions d'anime a l'idioma anglès durant les dècades de 1980 i 1990. El seu treball és considerat com a valuós per haver despertat l'interès dels espectadors estatunidencs per l'animació japonesa.

## Carrera

### Primers anys i educació
Va estudiar en la Universitat Estatal de Fullerton a Califòrnia, on va treballar de bibliotecari, en la secció de cultura popular.

### Robotechi Harmony Gold USA
En 1985, Carl F. Macek va aconseguir notorietat pública com a productor i guionista de la influent sèrie animada Robotech, la qual va produir per als estudis Harmony Gold USA. Robotech és considerada com una de les produccions animades responsables de despertar l'interès per l'anime tant a Nord Amèrica com a nivell internacional. Macek va voler produir una seqüela per a Robotech, titulada com Robotech II: The Sentinels, però el seu projecte va ser cancel·lat. Mentre estava en Harmony Gold, Macek també va produir la sèrie Captain Harlock and the Queen of a Thousand Years, una combinació dispar entre les sèries d' Space Pirate Captain Harlock i Queen Millennia).

### Carrera posterior
Al 1988 Macek va fundar (amb Jerry Beck) la companyia Streamline Pictures, una companyia dedicada a la importació, doblatge i distribució d'animació japonesa. Junt a ell van estar els escriptors que van treballar en la producció de Robotech, sent els més notables Steve Kramer, Tom Wyner, Gregory Snegoff i Ardwight Chamberlain, també experimentats actors de doblatge. Streamline Pictures va ser una de les primeres companyies estatunidenques en incursionar de manera reeixida en el negoci de l'anime. Dins dels títols llançats per Streamline Pictures estan: Lensman, Robot Carnival, Doomed Megalopolis, Twilight of the Cockroaches, Crying Freeman, Wicked City,  el doblatge original en anglès de El castell al cel, la pel·lícula Hokuto no Ken, Akira, El castell de Cagliostro, i El misteri de Mamo. Per a 1993, Streamline Pictures distribuïa el seu anime a través de Orion Pictures, la qual va comprar a Streamline en 1996. Totes dues companyies ja no existeixen.

## La naturalesa mestissa deRobotech
L'any 1983 Tatsunoko i Studio Nue van produir una sèrie animada de 36 episodis anomenada The Super Dimension Fortress Macross. L'èxit que va tenir aquesta sèrie animada al Japó va cridar l'atenció de la Companyia Harmony Gold USA i de Carl Macek, els quals van voler transmetre la sèrie als Estats Units.
No obstant això, Macek i Harmony Gold no van poder produir la sèrie de manera íntegra, perquè en aquells dies, per tal que una sèrie pogués ser televisada als Estats Units es requeria un mínim de 65 episodis (tretze setmanes amb cinc episodis per setmana) i Macross tenia menys episodis dels requerits (36), perquè al Japó es transmet només un episodi per setmana.
Amb l'objectiu d'aconseguir la suma d'episodis requerida, Macek i l'equip de Harmony Gold van prendre la sèrie The Super Dimension Fortress Macross i la van combinar amb altres dues sèries animades japoneses totalment diferents a Macross i entre si: Super Dimensional Cavalry Southern Cross i Genesis Climber MOSPEADA. L'equip de producció va editar el contingut d'aquestes tres sèries, va editar els seus diàlegs, van canviar noms de personatges i de màquines i van crear un argument adaptat de manera tal que aquestes tres sèries, diferents les tres entre si, tinguessin una connexió argumental lògica. Aquesta adaptació de tres sèries va ser batejada com Robotech i es convertiria en l'obra més coneguda de Macek.

## Llegat en el món de l'anime
Macek s'ha convertit en una figura objecte de controvèrsia en el món de l'anime. Els animes doblegats per Streamline Pictures van ser els primers a ser transmesos per cable i a estar disponibles en vídeo en EE. UU. Amb el pas dels anys, el treball de Macek ha guanyat tant defensors com detractors. Encara que Macek té el crèdit d'haver donat a conèixer l'anime a Amèrica del Nord, les seves reescriptures, edicions i fusions de sèries diferents entre si (particularment de la saga Robotech) van enfurir als fanàtics de les sèries originals editades per Macek. Avui dia, la fanaticada de l'anime es manté dividida entre l'estima i l'odi cap al seu treball.

## Altres treballs
- Productor de Captain Harlock and the Queen of a Thousand Years, sèrie que va ser resultat de la unió de diferents sèries japoneses.
- Guionista per a la sèrie d'animació C.O.PS.
- Va escriure l'adaptació animada per al còmic Lady Death.

## Mort
Segons el lloc oficial de Robotech, va patir un atac cardíac fatal quan assistia a un concert al costat de la seva esposa.